# ماخ پیر خراسانی
ماخ یا  شاج  یا ساح پسر خراسان یا خراسانی، (سده چهارم هجری) از اهالی هرات، و یکی از چهار تن زرتشتی بود که با کمک یکدیگر شاه‌نامه‌ای منثور را با استفاده از داستان‌های کهن ایران گردآوردی کردند. هر چند نامِ این شخص در منابعِ قدیمی شاج، تاج و شماخ نیز گفته شده، اما به عقیدهٔ ذبیح‌الله صفا، ماخ نامِ درست این شخص بوده است. شاه‌نامه‌ای که ماخ و دیگران گردآوری کردند، به شاه‌نامهٔ ابومنصوری معروف است و به دستورِ امیر ابومنصور محمد بن عبدالرزاق، فرمان‌روای آن‌زمانِ طوس نوشته شد.
امیر ابومنصور، به پیشکار خود، ابومنصور مَعمری دستور داد تا از دهقانان و فرزانگانِ آن زمان کسانی را بیاورد تا داستانِ شاهانِ گذشته ایران، از کیومرث تا یزدگرد سوم را در کتابی بنویسند.
بعدها این کتاب، منبعِ اصلیِ فردوسی برای به نظم در آوردنِ شاه‌نامه شد. فردوسی از ماخ در شاه‌نامه و در ابتدای داستانِ پادشاهی هرمز سوم پسر انوشیروان نام می‌برد:
| یکی پیر بد مرزبانِ هری      |  | پسندیده و دیده از هر دری       |
| جهان‌دیده و نام او بود ماخ  |  | سخن‌دان و با برگ و با برز و شاخ |
| بپرسیدمش تا چه داری به یاد |  | ز هرمز که بنشست بر تخت داد     |
| چنین گفت پیرخراسان که شاه  |  | چو بنشست بر نامور پیشگاه       |
| نخست آفرین کرد بر کردگار   |  | توانا و داننده روزگار          |